# Kingdom Hearts 358/2 Days
Kingdom Hearts 358/2 Days is een RPG uitgebracht door Square Enix met hulp van h.a.n.d., exclusief voor de Nintendo DS. Het is het vijfde deel in de serie en speelt zich af tussen Chain of Memories en Kingdom Hearts II. Het hoofdpersonage is deze keer Roxas, in de periode tussen zijn creatie in Kingdom Hearts en zijn optreden in Kingdom Hearts II. Het spel is volledig in 3D en bevat zowel een singleplayer- als een multiplayermode. Deze laatste is nieuw binnen de Kingdom Hearts-serie.
Een filmversie gebaseerd op de tussenfilmpjes verscheen in de verzamelbundel Kingdom Hearts HD 1.5 Remix.

## Naamgeving
De titel wordt uitgesproken als: "Three, five, eight over two days." Het spel speelt zich af gedurende 358 dagen en volgt twee personages, zoals aangegeven in de titel.

## Spel
Roxas wordt ontdekt in Twilight Town door Xemnas, de leider van Organization XIII, die hem rekruteert als hun dertiende lid. In tegenstelling tot andere Nobodies heeft Roxas geen herinneringen aan zijn oorspronkelijke zelf. Roxas gaat op dagelijkse missies op bevel van Organization XIII en uiteindelijk raakt hij bevriend met Axel en Xion.
Het spel, gelijk de meeste in de serie, is een actierollenspel. Nieuw in 358/2 Days is het panel system, waar spelers de kans krijgen om de vaardigheden van de personages aan te passen. Ook maakt het spel gebruik van Limit Break, afkomstig uit de Final Fantasy-serie.

## Ontvangst
| Recensiescore       | Recensiescore |
| Recensieverzamelaar | Score         |
| ------------------- | ------------- |
| Metacritic          | 75/100        |
| Publicist           | Score         |
| 1UP.com             | B             |
| Famitsu             | 36/40         |
| GameSpot            | 8/10          |
| GameTrailers        | 7.9/10        |
| IGN                 | 8/10          |

Het spel kreeg een gunstig ontvangst met een score van 75 op 100 op de aggregatiewebsite Metacritic.